# Василівське (сільське поселення Ярополецьке)
Василівське (рос. Васильевское) - присілок у Волоколамському районі Московської області Російської Федерації.
Муніципальне утворення — Волоколамський міський округ. Населення становить 19 осіб (2016).

## Історія
З 14 січня 1929 року входить до складу новоутвореної Московської області. Раніше належало до Волоколамського повіту Московської губернії. Належало до Волоколамського району до його ліквідації 9 червня 2019 року.
У 2006-2019 роках органом місцевого самоврядування було сільське поселення Ярополецьке. Сучасне адміністративне підпорядкування з 2019 року.

## Населення
| 1852 | 1859 | 1926 | 2002 | 2006 | 2010 | 2013 |
| ---- | ---- | ---- | ---- | ---- | ---- | ---- |
| 112  | ↗116 | ↗243 | ↘7   | ↘1   | ↗17  | ↗19  |
| 2014 | 2015 | 2016 |      |      |      |      |
| →19  | ↘18  | ↗19  |      |      |      |      |